# Друга теорема добробуту
Друга теорема добробуту — це економічна теорема, яка стверджує, що приріст добробуту, отриманий в результаті ефективного розподілу ресурсів, буде більшим, ніж приріст добробуту, отриманий в результаті збільшення загального обсягу ресурсів. Іншими словами, якщо вдається зменшити нерівність у розподілі ресурсів, то це сприятиме більшому приросту добробуту, ніж просто збільшення загального обсягу ресурсів без зміни їх розподілу. Друга теорема добробуту — одна з двох фундаментальних теорем економіки добробуту.

## Суть теореми
Друга теорема добробуту стверджує, що якщо існують ідеальні конкурентні умови і всі ресурси розподіляються раціонально, то немає можливості підвищити благополуччя одного індивіда без зменшення благополуччя іншого. Іншими словами, якщо існує економічна система, в якій всі ресурси розподіляються ефективно і кожен індивід максимізує своє благополуччя, то не можна знайти спосіб підвищення благополуччя одного індивіда без зменшення благополуччя іншого. Це означає, що в ідеальній конкурентній економічній системі, якщо одна людина збагачується, це зазвичай означає, що інша людина стає біднішою. Тому друга теорема добробуту вказує на обмеження, які існують у можливості розподілу ресурсів і доходів в суспільстві. Ця ж теорема, також каже, що будь-який оптимальний за Парето розподіл ресурсів може бути досягнутий через конкурентний ринок. Це означає, що можна зберегти бажаний оптимальний за Парето результат. Ефективності за Парето можна досягти шляхом перерозподілу початкового багатства. Однак перерозподіл може не досягти повної оптимальності, оскільки спроби покращити розподіл можуть спричинити погіршення ситуації.
Друга теорема економічного добробуту, також відома як теорія капіталістичного розвитку, була розроблена в середині XX століття. Ця теорія стверджує, що економічне процвітання залежить від підвищення продуктивності праці завдяки інноваціям і технологічному прогресу. Відповідно до цієї теореми економічний розвиток залежить від збільшення капітальних вкладень, підвищення продуктивності праці та збільшення кількості зайнятих. Більше капіталовкладень, більше технічного прогресу і, отже, більше можливостей для підвищення продуктивності праці. Однак, згідно з другою теоремою економічного добробуту, капіталовкладення можуть бути обмежені відсутністю інвесторів. Таким чином, держава може відігравати важливу роль у підвищенні рівня інвестицій та підвищенні продуктивності праці шляхом стимулювання розвитку нових технологій та нарощування інноваційного потенціалу. Так, згідно з другою теоремою економічного добробуту ключовими чинниками досягнення економічного зростання та підвищення рівня життя населення є інновації та технічний прогрес, які забезпечують зростання продуктивності праці та збільшення запасів капіталу.
Може здаватися, що теореми добробуту схожі, насправді це не так, оскільки вони підкреслюють різні аспекти ефективності та справедливості.

### Доведення другої фундаментальної теореми
Друга теорема економічного добробуту стверджує, що будь-яка розподільна система, яка є ефективною з точки зору Парето, може бути досягнута за допомогою довільної системи оподаткування та передачі ресурсів, при умові, що інформація про переваги кожного індивіда доступна владним органам та їх розпорядникам.
Для доведення другої теореми економічного добробуту можна скористатися такими кроками:
1. Припустимо, що існує ефективна з точки зору Парето розподільна система, але вона не може бути досягнута за допомогою оподаткування та передачі ресурсів.
2. Визначимо набір змінних, які можна змінювати, щоб досягти оптимального розподілу ресурсів за допомогою оподаткування та передачі ресурсів.
3. Використовуючи теорію зведення до змінних, знайдемо новий розподіл ресурсів, який є оптимальним для нової розподільної системи.
4. Доведемо, що новий розподіл ресурсів також є ефективним з точки зору Парето.
5. Заключимо, що початкова розподільна система може бути досягнута за допомогою оподаткування та передачі ресурсів, що суперечить припущенню в кроці 1. Отже, друга теорема економічного добробуту є дійсною.

## Автор концепції економіки добробуту
Друга теорема економічного добробуту була сформульована британським економістом Артуром Пігу у його праці «Принципи економії» (1890 рік). Формулювання теореми стверджує, що: 
|  | При відсутності ринкових вад і при наявності можливості розподілу ресурсів будь-яким способом, економічний добробут може бути досягнутий будь-якою системою розподілу доходів, яка забезпечує ефективне використання ресурсів |

З іншими словами, якщо ринок праці, ринок капіталу та інші ринки працюють ефективно, то будь-яка система розподілу доходів може забезпечити максимальний економічний добробут. Проте, в реальному світі існують ринкові вади, які можуть призвести до того, що певні системи розподілу доходів можуть бути менш ефективними за інші. Тому, з метою досягнення максимального економічного добробуту, потрібно забезпечувати ефективну роботу ринків та враховувати можливість виникнення ринкових вад.

## Історія виникнення теорем
Леон Вальрас (1870)
Леон Вальрас був французьким економістом, який у 1870 році сформулював другу теорему добробуту, яка є однією з основних теорем економічної теорії загалом:
|  | Будь-яка ефективна розподільна система може бути досягнута за допомогою вільного конкурентного ринку, при умові, що існують певні передумови |

Зокрема, передумовами є повна конкуренція на ринку товарів та послуг, а також повна конкуренція на ринку факторів виробництва (тобто ринку праці, землі, капіталу тощо). Крім того, передбачається, що кожен учасник економіки повністю інформований про умови ринку та може свідомо приймати рішення щодо своєї участі в економічних процесах.
Вільфредо Парето (1906/9)
Більш абстрактно, ніж Еджворт, він визначає рівновагу як стан, який зберігається нескінченно довго коли зовнішній тиск відсутній, і показав, що у контексті обміну, рівновага досягається в той момент, коли спільна дотична до кривих байдужості сторін перетинає точку надбання. Загалом, це означає, що в економіці рівновага є станом, в якому відсутні будь-які зміни, які можуть впливати на споживачів, продукти або ринки. Рівновага досягається тоді, коли кожна сторона знаходить для себе найбільш вигідну точку на графіку спільної дотичної до кривих байдужості.
Оптимальність Парето є одним із ключових понять економічної теорії, яка використовується для вирішення проблеми розподілу ресурсів між суб'єктами. Застосування концепції оптимальності Парето в міжнародній економічній інтеграції показує те, що дві або більше країн з ефективними ресурсами та економічними характеристиками можуть спільно досягти кращих результатів.
Оптимальність за Парето стверджує, що суспільний добробут максимізується, а розподіл ресурсів стає оптимальним, якщо будь-яка зміна в цьому розподілі погіршує добробут принаймні одного суб'єкта економічної системи. Ринковий стан оптимальний за Парето — це стан, за якого неможливо підвищити становище жодного учасника економічного процесу без зниження добробуту, хоча б ще одного учасника. Згідно з критерієм Парето (критерій підвищення суспільного добробуту), позбавлення розподілу ресурсів, яке збільшує добробут принаймні однієї людини, не завдаючи шкоди іншим, ймовірно, буде оптимальним.
Енріко Бароне (1908)
Енріко Бароне, товариш Парето, довів оптимальність досконалої конкуренції: припускаючи, що ціни є екзогенними — вони максимізують грошову вартість прибутку від виробничої діяльності, що є сумою вартості дозвілля, заощаджень і бажаного співвідношення товарів споживання. Він не аргументує обрану ринком ціну оптимальною.
Його статті не були перекладені англійською мовою до 1935 року. Пол Самуельсон позитивно сприйняв статтю, але, схоже, що це не вплинуло на розвиток теорем добробуту так сильно, як зараз.
У своїх роботах Бароне довів, що ринкова рівновага може бути досягнута за умови, що всі агенти економіки мають доступ до всієї необхідної інформації про ціни та відповідні їм кількості товарів і послуг. Це дозволить їм методом проб і помилок підібрати такі ціни, які забезпечать рівновагу на ринку.
Однак, Бароне не використовував криві корисності чи байдужості для досягнення рівноваги, як це робили більшість економістів його часу. Замість цього, він використовував математичні методи та інші інструменти аналізу, щоб встановити умови, за яких можлива ринкова рівновага. Це дозволило йому зробити значний внесок у розвиток економічної теорії та відкрити нові можливості для подальшого розвитку загальної теорії рівноваги.
Оскар Ланге (1942)
У своїй книзі «Теорія економічного добробуту» (1942) Оскар Ланге сформулював три фундаментальні теореми економічного добробуту, визначивши умови, необхідні для економічної оптимізації в умовах конкуренції: Перша теорема Ланге стверджує, що за умов конкуренції, якщо всі покупці та продавці знають інформацію про ціни товарів і послуг, ринок забезпечує ефективний розподіл ресурсів.
Друга теорема Ланге каже, що в умовах конкуренції ринок забезпечить оптимальне виробництво, якщо всі продавці знають собівартість виробництва та ціни товарів і послуг.
Третя теорема Ланге стверджує, що в умовах конкуренції ринок, що є максимально справедливим для всіх його учасників, забезпечує розподіл доходів від виробництва.

### Спільні праці науковців
Абрам Бергсон і Пол Самуельсон
Абрам Бергсон у своїй роботі 1938 року «А social welfare function» показав, що фундаментальна теорема економіки добробуту може бути сформульована як вибір такої соціальної функції, яка максимізує загальний добробут суспільства.
Пол Самуельсон в 1947 році у своїй статті «Foundations of Economic Analysis» сформулював фундаментальну теорему доходу, яка стверджує, що кожен розподіл доходу можна досягти за допомогою відповідного вибору цін.
Однак, саме Самуельсон запропонував оригінальне формулювання фундаментальної теореми економіки добробуту, яке стверджує, що за умови, якщо певні припущення щодо властивостей ринкової економіки виконуються, будь-який стійкий розподіл ресурсів можна досягти шляхом правильного вибору податків і перерозподілу доходів.

### Теорема Грінвальда-Стігліца
Стаття Брюса Грінвальда та Джозефа Стігліца «Зовнішні ефекти в економіці з недосконалою інформацією та неповними ринками» 1986 року демонструє, що традиційні економічні моделі, що базуються на припущенні про повну інформацію та досконалі ринки, не завжди відображають дійсність. У більшості реальних ситуаціях інформація є неповною, а ринки не є досконалими, що може призводити до некоректної оцінки вартості товарів та послуг, а також до виникнення зовнішніх ефектів, які не враховуються ринками.
Зокрема, автори статті наводять приклад податку на алкоголь, який може зменшити кількість аварій на дорозі і тим самим покращити добробут населення. Це приклад морального ризику, коли дії одного учасника можуть негативно вплинути на інших. У таких випадках досконалі ринки не можуть забезпечити ефективну алокацію ресурсів, тому втручання уряду може бути виправданим.
Отже, стаття Грінвальда та Стігліца показує, що уряд може грати важливу роль у покращенні добробуту населення в умовах неповної інформації та недосконалих ринків.